# Francesco Tanzio Cornigero
Francesco Tanzi o Tanzio, detto Cornigerus e ricordato anche con le varianti di Tancio e Tancius, (Milano, ...) è un presbitero, poeta e umanista italiano, attivo nella Milano di Ludovico il Moro.

## Biografia
Milanese di nobile stirpe, probabilmente appartenente alla nobile famiglia Tanzi di Milano (di origine genovese), gli estremi cronologici della sua vita sono tuttavia ignoti. Si sa che Francesco Tanzio, chiamato scherzosamente dall'amico Bernardo Bellincioni Cornigerus per la sua gobba, era un sacerdote presso la chiesa di Santa Maria Bianca, presso Porta Venezia. Definito dall'Argelati «totut studiis intentis», il Tanzi appassionato di poesia vernacolare e latina che gravitava intorno alla corte di Ludovico il Moro. Per quanto riguarda la produzione in dialetto milanese, Francesco Cherubini dice che egli eccelleva nel genere della bosinada, ovvero «specie di composizione poetica...la quale perlopiù satirizza sui costumi del giorno nella nostra città»; per quella latina, scrisse carmi d'occasione per onorare il duca Ludovico il Moro. Principalmente, Tanzi fu soprattutto un curatore dei libri delle rime degli altri poeti della corte milanese: già nel 1490 aveva curato l'edizione, in un unico volume, di tre libri intitolati: Galeottus Martius de Homine; Georgius Merula in Galeottum; Galeotti responsio; nel 1493, in occasione della morte del fiorentino Bernardo Bellincioni (1491) del quale era amico, Francesco Tanzi ne pubblicò a sue spese le rime presso il tipografo Filippo Mantegazzi. Inoltre, nel 1494, curò un'edizione del Canzoniere petrarchesco in collaborazione con il poeta e letterato Gaspare Ambrogio Visconti. Postosi sotto la protezione di Ludovico il Moro a causa dei suoi dissesti finanzariari dovuti alle spese di edizione e ottenuto un posto come chierico alla sua corte, Francesco Tanzi partecipò attivamente alla vita di corte e godette del favore del principe, anche in virtù della curatela delle liriche del Bellincioni.

## Nella letteratura
Francesco Tanzi è il destinatario della novella 43 del terzo libro delle Novelle del frate domenicano Matteo Bandello, il quale soleva dedicare una novella ad un personaggio famoso dell'ambiente milanese. Chiamato Francesco Tanzio Cornigero, il letterato meneghino fu destinatario di una novella avente per tema uno scandalo sessuale compiuto a Como da due sacerdoti, tema che, secondo Bandello, avrebbe dovuto molto divertire il sacerdote.